# كلب مساعد

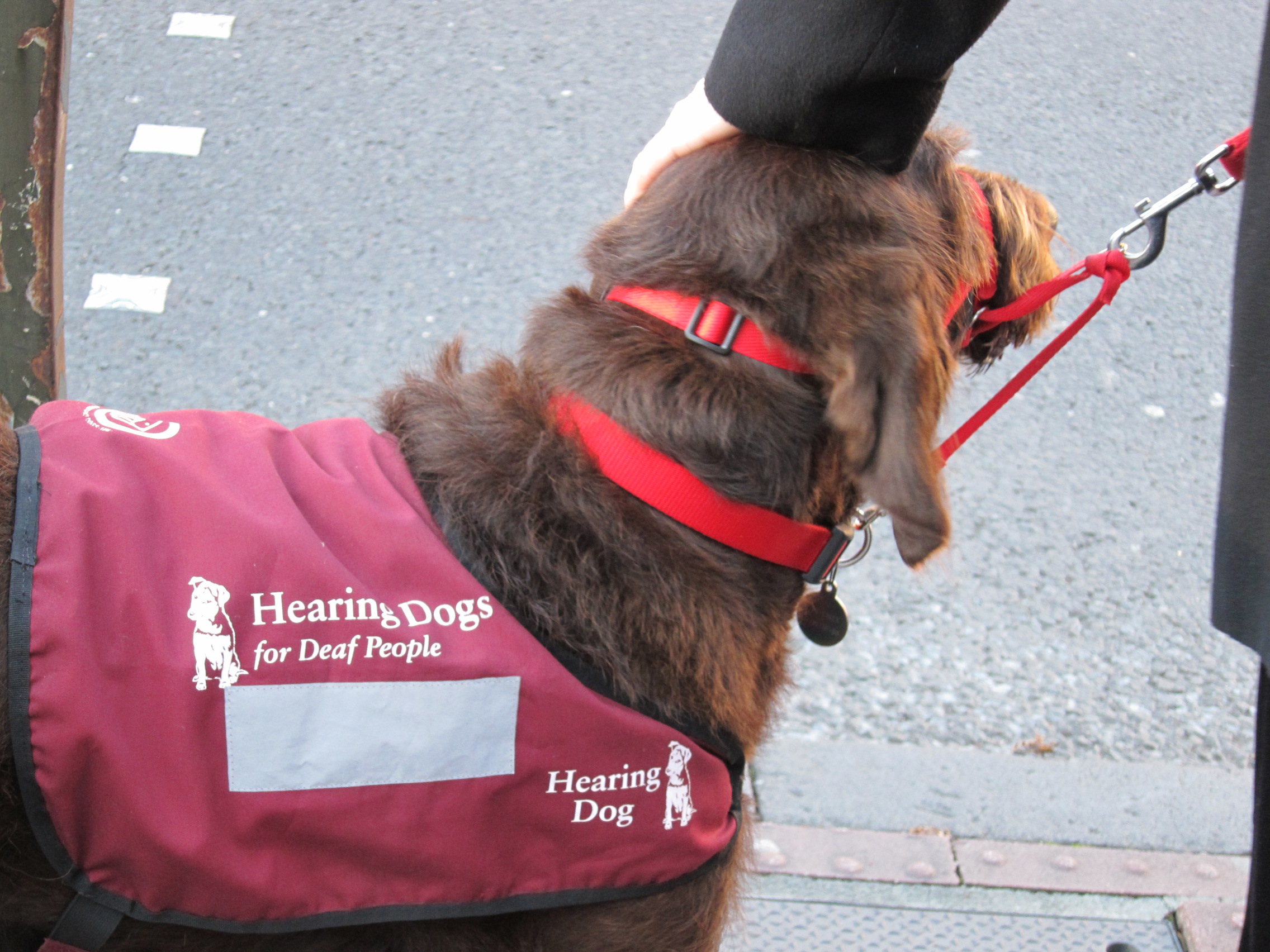
كلب مساعد في السمع يتم التربيت على رأسه

على نحو عام، الكلب المساعد هو كلب مدرَّب على معاونة شخص ذي إعاقة. ويتم تدريب الكثير من الكلاب المساعدة من قبل منظمات تختص بهذا المجال، أو من قبل سواسها عادة بمساعدة مدرب محترف.

## المصطلحات
«الكلب المساعد» إنه المصطلح المفعول به دوليا لكلب يوفر المعاونة لشخص معاق، وهو مدرَّب على تخفيف إعاقة سائسه. تشير المنظمة الدولية للكلاب المساعدة (Assistance Dogs International)، وهي شبكة دولية لمقدمي الكلاب المساعدة في كل أرجاء العالم، إلى تباين المصطلحات المستخدمة وخاصة في الولايات المتحدة، وتسعى إلى إنشاء مصطلحات عالمية متوافقة، وتتطرق إلى أن المنظمات التي تدرب وتوفر الكلاب المساعدة وأيضا سواسها المعاقين قد تبنوا مصطلح «الكلب المساعد» بشكل عام.

## الخصائص المميزة
لكي يتم اعتبار الكلب كلبًا مساعدًا، يجب أن يستوفي المعايير التالية:
1. يجب أن يكون سائس الكلب معاقًا، وأن يستوفي التعريف القانوني للإعاقة بموجب قوانين الدولة أو المنطقة المحددة.
2. يجب تدريب الكلب على وجه التحديد للتخفيف من إعاقة السائس بطريقة ما، على سبيل المثال عبر فتح الأبواب، واكتشاف ارتفاع نسبة السكر في الدم أو المواد المسببة للحساسية وإخطار السائس بذلك، والتنبيه إلى رنين الهاتف، وإرشاد شخص ذي إعاقة بصرية أو حركية، إلى آخره.
3. يجب تدريب الكلب على مستوى مرتفع حتى لا يصبح مصدر إزعاج في الأماكن العامة، وليكون آمنًا لأفراد الجمهور وحسن السلوك، فضلاً عن تمتعه بصحة جيدة وعدم تشكيله تهديدًا على النظافة.
4. ترتدي بعض الكلاب المساعدة أحزمة تدل على كونها حيوانات مساعدة، إلا أن هذا ليس مطلوبًا بموجب القانون.

تتباين القوانين واللوائح المحددة لدى كل بلد ومنطقة، مع أن هذه المعايير الدولية تتمتع بالاعتراف الواسع النطاق في جميع أنحاء العالم.

## عملية التدريب

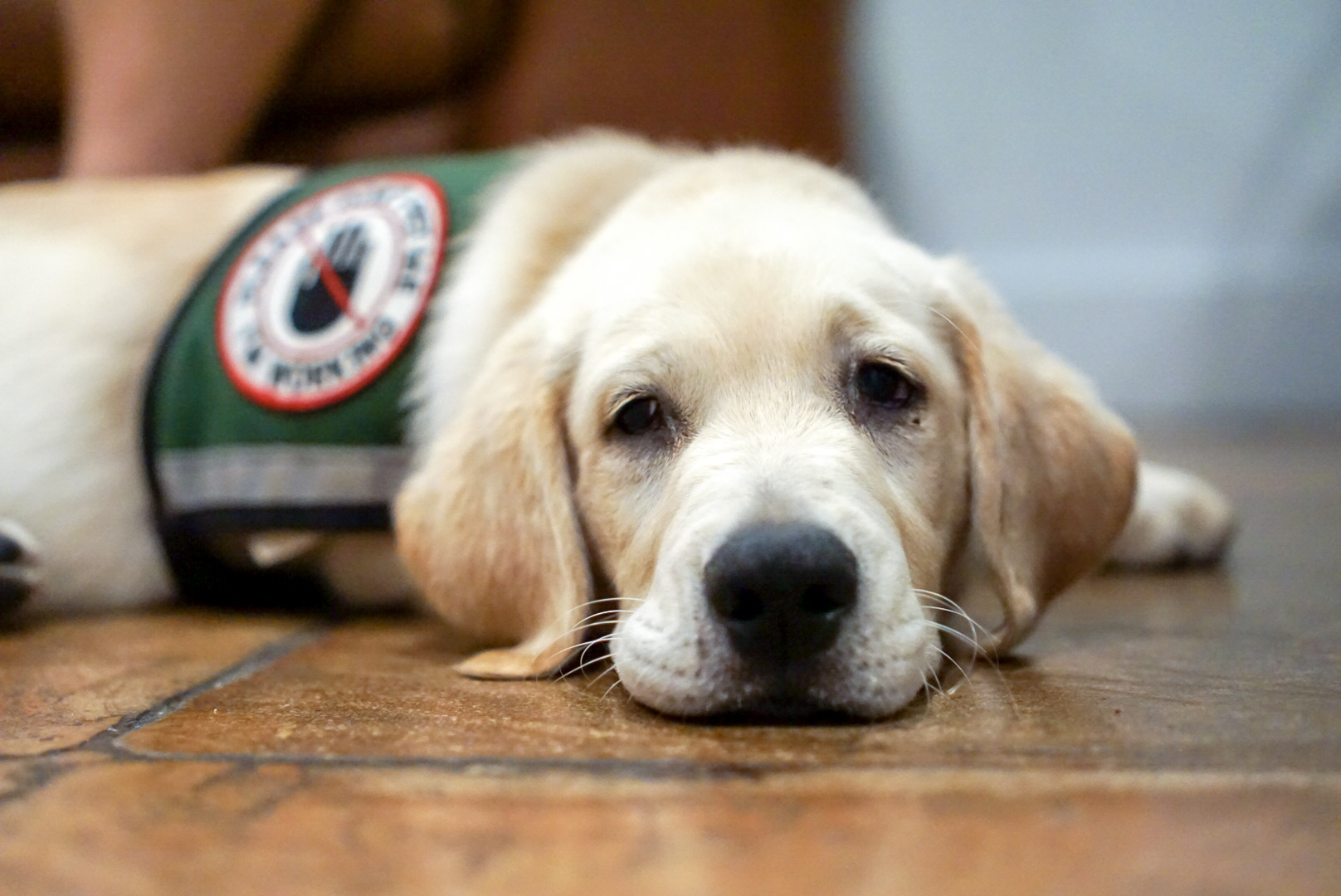
كلب مساعد يرتدي حزامه التدريبي

على وجه العموم، تدرب منظمات خيرية ومنظمات أخرى الكلاب المساعدة، ثم تقرن معاقا بكلب مدرَّب عندما قد أكمل برنامج تدريبه في حوالي الثانية من العمر. مع ذلك على نحو متزايد، يقوم المزيد من المعاقين بتدريب كلابهم المساعدة الخاصة بأنفسهم أو بمساعدة مدرب محترف. ويختلف تدريب الكلاب المساعدة بطوله ونوعه بشكل ملحوظ، رغم ذلك ستمر جميع الكلاب المساعدة بمراحل مشتركة معينة.

### اختيار الكلب المساعد
يتم اختيار مرشحي الكلاب المساعدة بشكل عام استنادا إلى الصحة والمزاج والخصائص المناسبة، وتحتفظ منظمات كبيرة وثابتة من قبيل منظمة الكلاب المرشدة للمكفوفين في الولايات المتحدة حيوانات تربية خاصة بها لضمان استيلاد جراء في صحة جيدة ولديها صفات مرغوب فيها. ويمكن الحصول على كلب مرشح من مربي كلاب حسن السمعة، أو كذلك يمكن بدء تدريب كلب مندمج سابقا في العائلة.

### عملية التنشئة الاجتماعية
عادة يقضي الجرو المرشح أوائل حياته في عملية التنشئة الاجتماعية. وغالبا ما تستخدم المنظمات الرسمية الكبيرة عائلات متبنية تنشّئ الجرو خلال السنة الأولى، حتى يترعرع الجرو في بيئة عائلية عادية ممتلئة بالمناظر والأصوات والروائح التي سيعمل فيها لاحقا، وهو أيضا يتعلم النظافة، والثقة بالنفس، والفرح. أما المدربون المالكون فهم ينشّئون جراءهم بأنفسهم، فيسكن الكلب مع الشخص الذي سيصبح سائسه، وبشكل مماثل للمنظمات الكبيرة يركز المدربون المماثلون أيضا على تطوير ثقة الكلب بنفسه، وإعطائه تجارب اللعب، وجعله اجتماعيا في البيئات التي سيعمل فيها لاحقا.

### التدريب على المهام
عندما يكبر الجرو بما يكفي، سيبدأ تدريبه الاختصاصي الذي يشمل التدريب على مهام للتخفيف من إعاقات معينة، فإن القدرة على تأدية هذه المهام هي التي تميز الكلاب المساعدة. وتعتمد المهام المحددة التي سيتعلمها الكلب على طبيعة إعاقة سائسه المستقبلي، ويكاد لا يوجد أي حد للأنواع من المهام التي يمكن أن يتدرب الكلب عليها، بما في ذلك مهام متنوعة جدا مثل التقاط الأشياء المُوقَع، وسحب الملابس من الغسالة، ومقاطعة تصرفات إيذاء النفس، وممارسة علاج الضغط العميق على شخص متوحد، هلم جرا.

### الطاعة والوصول العام

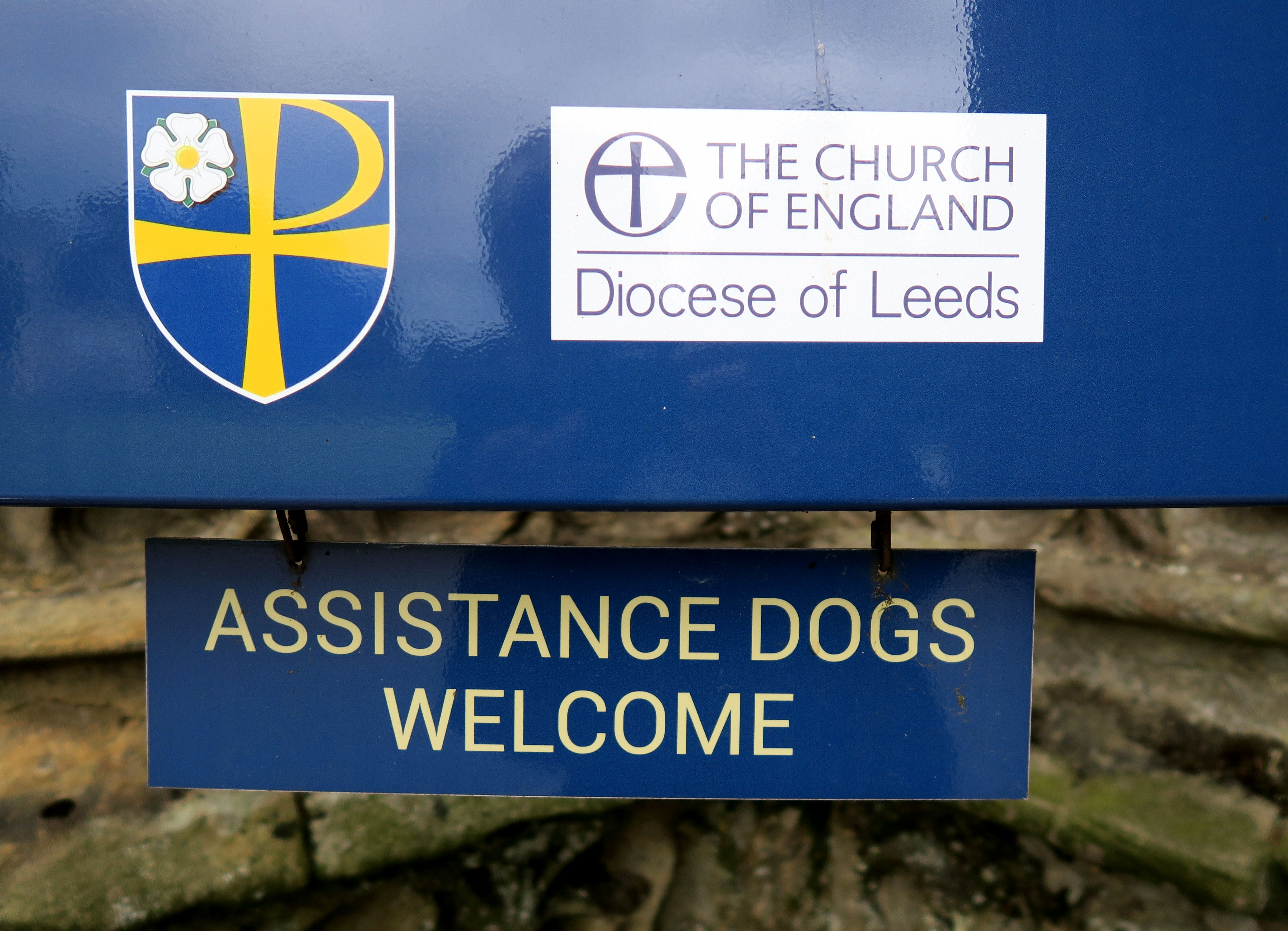
لافتة تقول "مرحبًا بكلاب المساعدة" في بولتون بريوري

وفي الوقت ذاته الذي يتعلم الكلب المساعد فيه مهامه الفريدة لمعاونة سائسه، يتعلم كذلك التصرف المؤدب والمقبول في المساحات العمومية. وبينما تستخدم منظمات كبيرة لتدريب الكلاب المساعدة عمليات تدريبية خاصة بها، في إمكان المدربين المالكين أيضا أن يتعاملوا مع التدريب بطرق متنوعة. تنصح الكثير من المجموعات الداعمة للمدربين المالكين باتباع خطط راسخة لتطوير طاعة الكلب حتى يستوفي الكلب معيار عالي ومعروف به، ثم يخوض امتحان الوصول العمومي الذي يختبر قدرة الكلب على التصرف المناسب في الأماكن العامة وحتى في أماكن عادة تمنع من دخول الحيوانات سوى الحيوانات المساعدة، كالسوبر ماركت أو المطاعم.

## التصنيف
في الولايات المتحدة، تنقسم كلاب المساعدة إلى فئتين واسعتين، ألا وهما الكلاب الخدمية وكلاب المرافق. بموجب التعريف المشمول في قانون الأمريكيين ذوي الإعاقة، الكلاب الخدمية متدربة فرديا على تأدية عمل أو مهام لأشخاص ذوي إعاقة، بينما كلاب المرافق يتم استخدامها من قبل عمال محترفين لمساعدة أشخاص متعددة. وبخصوص الكلاب الخدمية، يجب على كل الحكومات الولائية والمحلية، والشركات، والمنظمات غير الربحية التي تخدم الجمهور بوجه العموم أن تسمح للحيوانات المساعدة بأن ترافق الأشخاص ذوي إعاقات في كل الأماكن العامة المفتوحة للجمهور.

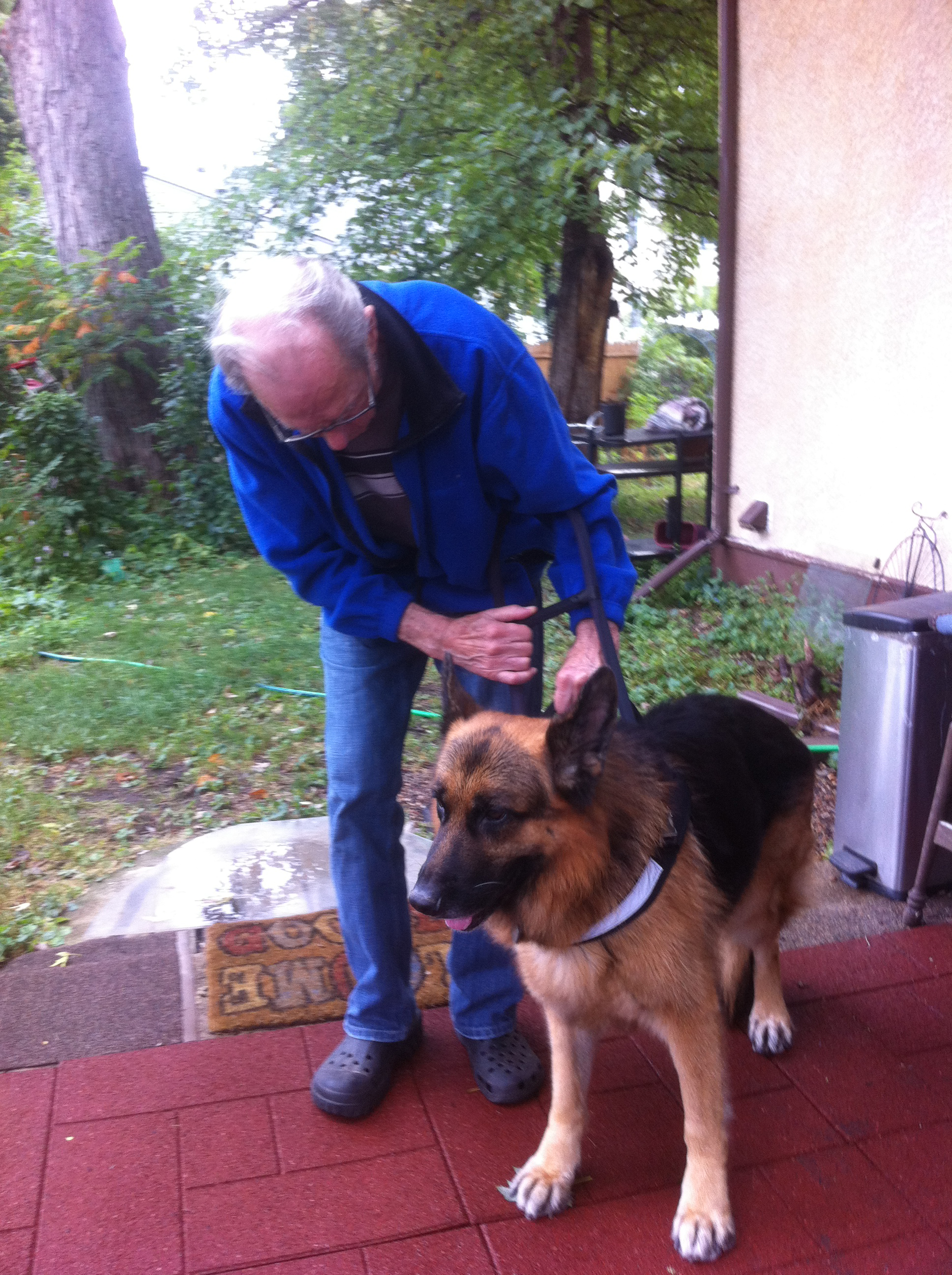
كلب مساعد في التنقل يعاون سائسه في الوقوف

وفيما يلي بعض الأنواع الاختصاصية المنتشرة من الكلاب المساعدة:
- الكلاب المرشدة - تساعد المكفوفين والضعفاء البصر.
- الكلاب السمعية المعروفة كذلك بكلاب الإشارة - تساعد الصم والضعفاء السمع.
- <b>الكلاب المساعدة في التنقل</b>
- <b>كلاب الاستجابة الطبية</b>
- <b>كلاب الخدمة النفسية</b>
- <b>الكلاب المساعدة في التوحد</b>

وفيما يلي بعض الأنواع المنتشرة من كلاب المرافق:
- كلاب المرافق في المحاكم - عادة يتعامل معها سواس محترفون يعملون لدى النظام القضائي، وكثيرا ما يتم استخدامها لمساعدة ضحايا الجريمة، والشهود، وغيرهم أثناء التحقيق في الجرائم، ومقاضاة مرتكبيها، إلى جانب الإجراءات القانونية الأخرى.
- كلاب المرافق في البيئات التعليمية - عادة يتعامل معها معلمون اختصاصيون في تسهيل تربية الأشخاص ذوي إعاقات، والكلاب تسهل التفاعل مع الطلبة.
- كلاب المرافق في أماكن توفير الرعاية الصحية - عادة يتعامل معها الاختصاصيون في العلاج الطبيعي، والأطباء النفسانيون، الأطر الطبية الأخرى لتسهيل شفاء المرضى وعلاج أعراضهم.

## أوجه التشابه والاختلاف بين كلاب المرافق وكلاب العلاج
نظرا إلى أن كلاب المرافق وكذلك كلاب العلاج تساعد الناس على حد سواء في مواقع متماثلة مثل أماكن توفير الرعاية الصحية، فإن كلاب المرافق كثيرا ما يُطلَق عليها كلاب علاج بالخطأ، على الرغم من أن هناك عدة فروق هامة بينهما.
أولا، عادة يتم تدريب كلاب المرافق الذي يستغرق من 18 إلى 24 شهرا من قبل منظمات معتمدة تتخصص في الكلاب المساعدة ومدربي كلاب محترفين، بينما عادة يتم تدريب كلاب العلاج من قبل ملاكها. وثانيا، يتطلب تسجيل كلاب المرافق النجاح في عدة امتحانات صارمة جدا قبل أن تتخرج من البرنامج. على النقيض من ذلك، لا يتطلب تسجيل كلاب العلاج الالتحاق بدروس الطاعة أو دروس المهام الخاصة بكلاب العلاج، ولهذا السبب كثيرا ما تخضع لعملية تدريب أقل صرامة بكثير. وزد على ذلك، الامتحانات التي يجب على كلاب العلاج أن تنجح فيها إنها أقل تعقيدا وتحديا من امتحانات كلاب المرافق.
وفي مقابل الكلاب الخدمية، يجب على سواس كلاب المرافق وكلاب العلاج كلتيهما أن يحصلوا على إذن الدخول من المنشآت قبل أن يزوروها مع حيواناتهم، فإنه ليس لديهم الحق إما في دخول أمكان عادة تمنع من دخول الحيوانات، أو في إلغاء الرسوم المرتبطة بحيواناتهم.